# Битченко Дмитро Олексійович
Дмитро Олексійович Битченко — (9 вересня (22 вересня) 1908, Санкт-Петербург — 23 червня 1986, Кишинів) — радянський лікар-оториноларинголог. Доктор медичних наук (1960), професор (1962). Заслужений діяч науки і техніки Молдавської PCP (1968).

## Біографічні відомості
Закінчив Північно-Кавказький університет (Ростов-на-Дону, 1931).
У 1931—1934 — головний лікар дільничної лікарні в Таджикистані.
1938—1948 — викладач Харківського військово-медичного училища.
1948—1949 — асистент кафедри Вінницького медичного інституту.
1949—1951 — старший науковий співробітник гортанно-легеневої клініки НДІ кліматотерапії в Ялті.
1951—1960 — завідувач кафедри оториноларингології Чернівецького медичного інституту.
1960—1975 — завідувач кафедри ЛОР-хвороб Кишинівського медичного інституту. Від 1975 — на пенсії. Досліджував етіологію, патогенез та методи лікування тонзилітів і склероми, хвороби Меньєра.

## Праці
- О некоторых вопросах хирургической тактики при лабиринтитах // Вестник оториноларингологии. 1953. № 3.
- Лечение больных с острыми тонзиллитами новокаиновой блокадой // ВД. 1954. № 3 (співавт.).
- Артериальное давление и пульс при отоларингологических операциях // Вестник оториноларингологии. 1955. № 6 (співавт.).
- Профилактика и лечение острых и хронических тонзиллитов. Кишинев, 1961.
- Предупреждение тугоухости и глухоты. Кишинев, 1972.
- Новая методика мирингопластики // Материалы 5-й республиканской научно-практической конференции оторингологов. Кишинев, 1973.